# Teoria della persuasione
La teoria della persuasione nasce negli anni quaranta e cinquanta dagli studi per stabilire l'efficacia persuasiva ottimale di una campagna di propaganda (politica o pubblicitaria). Considera le audience come sostanzialmente passive, anche se non si parla di manipolazione dei comportamenti, ma di persuasione (da qui il suo nome).
L'attenzione è posta sui fattori psicologici individuali, nella convinzione che solo quando i messaggi veicolano opinioni condivise dai destinatari possono avere successo.
Il modello prevede, tra lo stimolo e la risposta, un filtro costituito dall'organismo, ovvero dalla specificità dell'individuo, con tutte le sue caratteristiche psicologiche (Edward Tolman, 1932). I messaggi persuasivi possono dunque modificare l'atteggiamento, inteso come la predisposizione acquisita ad agire in un certo modo, e questo può a sua volta modificare il comportamento (d'acquisto o di voto).
Nell'ambito di questa teoria si sviluppano due filoni di ricerca:
- sui destinatari (le audience);
- sul contenuto ottimale del messaggio.

Per quanto riguarda il primo aspetto delle ricerche, sono stati individuati quattro fattori psicologici delle audience:
- L'interesse ad acquisire l'informazione: il messaggio deve innanzitutto attrarre l'attenzione, perché i non informati potrebbero avere scarso interesse verso di esso.
- L'esposizione selettiva: c'è più interesse verso i messaggi che esprimono opinioni e idee condivise dai destinatari.
- La percezione selettiva: si riscontra una selezione delle informazioni da parte delle audience, che può arrivare finanche alla volontaria non comprensione del messaggio; tuttavia sono stati individuati anche effetti d'assimilazione, per i quali il destinatario percepisce le opinioni del messaggio più vicine alle proprie di quanto esse siano in realtà, sia pure all'interno di un campo d'accettazione in cui:
  - non sia eccessiva la differenza di opinioni;
  - ci sia uno scarso coinvolgimento del soggetto;
  - ci sia un atteggiamento positivo verso il comunicatore.
- La memorizzazione selettiva: le opinioni trasmesse, coerenti con quelle dei destinatari, sono memorizzate meglio. Inoltre, si è accertato che esiste una corrispondenza tra il tempo di durata del messaggio e la sua memorizzazione, nel senso che maggiore è il primo e più efficace è la seconda. Questa conclusione è spiegabile utilizzando due tipi di ipotesi:
  - "l'effetto Bartlett", per il quale più è lungo il messaggio e più avviene la ricerca e selezione di opinioni coerenti da parte del destinatario;
  - "l'effetto latente", secondo cui maggiore è il tempo di esposizione al messaggio e più elevata è la persuasione del soggetto fruitore, perché a distanza di tempo dalla ricezione del messaggio egli dimentica la fonte, ma continua a ricordare il contenuto testuale.